# Kirjat-Schmona-Anschlag

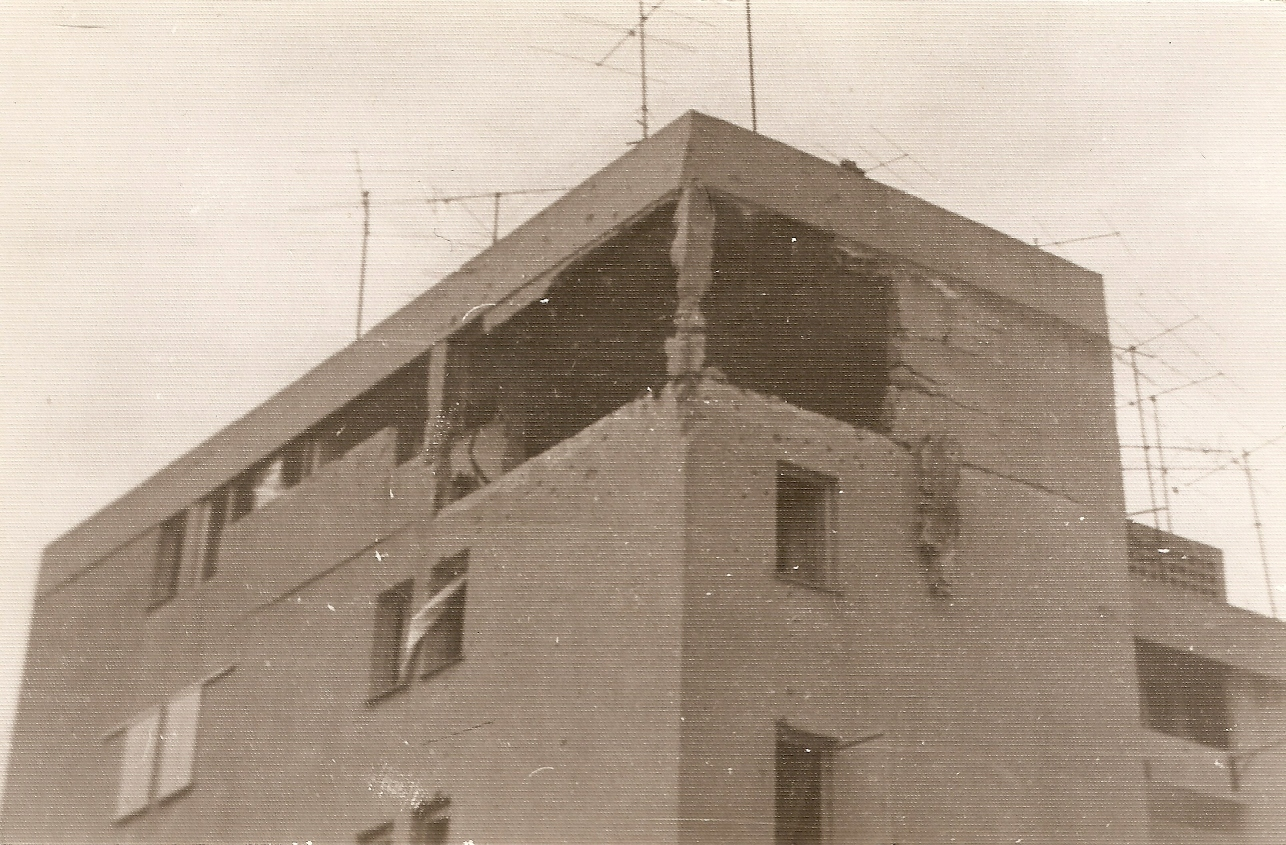
Das Wohngebäude Yehuda-Halevi-Straße 13 nach dem Anschlag

Der Kirjat-Schmona-Anschlag war ein Angriff von drei Mitgliedern der Volksfront zur Befreiung Palästinas – Generalkommando auf Zivilisten in Kiryat Shmona, Israel, während des jüdischen Pessach-Festes am 11. April 1974. Bei dem Angriff wurden 18 Menschen getötet, darunter acht Kinder. Weitere 16 Menschen wurden verletzt.

## Ablauf
Am Morgen des 11. April 1974 überquerten die Angreifer die Grenze vom Libanon nach Israel. Sie drangen zunächst in eine Grundschule ein, aber die Klassenräume waren wegen des jüdischen Pessach-Festes leer. Dann überquerten sie die Straße und drangen in ein Wohnhaus in der Yehuda-Halevi-Straße 13 ein. Die Angreifer töteten eine Reihe von Bewohnern des Wohnhauses, bevor sie in das Gebäude nebenan gingen. Sie töteten zunächst den Gärtner des Gebäudes, bevor sie das Treppenhaus hinaufstiegen und alle Personen erschossen, auf die sie trafen. Anschließend verbarrikadierten sich die drei Bewaffneten in einer Wohnung im obersten Stockwerk. Im Schusswechsel mit den daraufhin eintreffenden israelischen Soldaten wurde der Sprengstoffrucksack der Angreifer zur Explosion gebracht, wobei die drei Angreifer getötet wurden.
18 Menschen wurden getötet, darunter acht Kinder. Zwei der getöteten Israelis waren Soldaten, der Rest waren Zivilisten, darüber hinaus wurden 16 Menschen verwundet.

## Reaktionen
Etwa 40 % der Einwohner verließen die Stadt nach dem Massaker. Am 13. April führten die israelischen Streitkräfte Vergeltungsangriffe im Libanon durch, Stunden nachdem die Opfer begraben worden waren.